# Japanners
De Japanners (Japans: 日本人, Nihon-jin) zijn een volk dat de Japanse archipel bewoont. De Japanners vertegenwoordigen 98,5% van de bevolking van Japan. Wereldwijd zijn er zo'n 129 miljoen mensen met Japanse afkomst, waarvan er 125 miljoen in Japan verblijven. Er is een aanzienlijke Japanse diaspora in onder andere Latijns-Amerika, de Verenigde Staten, China en de Filipijnen.
Soms wordt een onderscheid gemaakt tussen etnische Japanners (ook Yamato genoemd) en Japanners in de brede zin van het woord. In die laatste betekenis omvat de term ook inheemse minderheden als de Aino en Ryukyuanen. De etnische Japanners zijn voornamelijk afstammelingen van de Yayoi, Koreaanse migranten die zich in het 1e millennium v.Chr. op de Japanse archipel vestigden. De toenmalige bewoners, de Jomon, gingen grotendeels op in de Yayoi-bevolking. Door eeuwenlange afsluiting van de buitenwereld vormen de Japanners een erg homogene groep.
De Japanners spreken Japans, een Japonische taal. De meeste Japanners hangen niet-georganiseerd shintoïsme aan, vaak in combinatie met boeddhisme.

## Oorsprong
Volgens de algemeen aanvaarde hypothese is het Japanse volk in het laatpaleolithicum ontstaan uit verschillende groepen van op het Aziatische vasteland. Over de volgorde van deze vermengingen en de invloed die de verschillende groepen hebben uitgeoefend, is minder zekerheid. Hoewel de Japanners etnisch erg homogeen zijn, bleek de kwestie van hun oorsprong lange tijd niet vanzelfsprekend. Enerzijds lijken de bewoners – afgezien van de Aino-minderheid in het noorden – qua uiterlijk en genetica sterk op de andere Oost-Aziatische volken, en kan dus een nauwe en recente verwantschap verwacht worden; anderzijds wordt de Japanse archipel al 40 à 30.000 jaar bewoond, te lang om zo weinig afwijkende kenmerken ontwikkeld te hebben. Bovendien vertoont de Japanse taal amper overeenkomsten met de continentale talen, noch met het Aino.
Het oudste bewijs van menselijke bewoning op de archipel dateert van circa 40.000 jaar geleden. De prehistorische bewoners ontwikkelden rond 14.500 à 10.700 v.Chr. een mesolithische cultuur van sedentaire jager-verzamelaars met heel verfijnd aardewerk, de zogenaamde Jomoncultuur. De oorsprong van de eerste bewoners, ook wel de Jomon genoemd, is onduidelijk. Op basis van de verspreiding van de cultuur (van in het uiterste noorden tot aan de Riukiu-eilanden, maar niet tot in Taiwan), speculeerde George B. Sansom dat de oorsprong in het noorden lag en dat de cultuur wellicht via Korea tot in Japan is geraakt. Op basis van recenter tand- en genetisch onderzoek wordt echter een meer zuidelijke oorsprong verondersteld.
In het 1e millennium v.Chr. werd de stabiele Jomoncultuur vrij plots verdrongen door de Yayoicultuur. De Yayoicultuur ontwikkelde zich aan de noordkust van Kyushu en verspreidde zich in de tijdspanne van enkele eeuwen naar het zuiden en oosten van Japan. Op basis van dit patroon en de gelijkenissen met Chinese en Koreaanse culturen, wordt verondersteld dat de cultuur werd meegebracht door Koreaanse migranten. Belangrijke innovaties bereikten zo Japan, zoals intensieve 'natte' rijstteelt, metaalbewerking en een hiërarchische samenleving. In enkele eeuwen tijd verving de Yayoicultuur de Jomoncultuur in zowat heel Japan, afgezien van het uiterste noordoosten, waar Jomonvolkeren langer standhielden. De snelle omwenteling kan verklaard worden door grote migratiegolven vanuit Korea of door een snelle bevolkingsaanwas bij de Yayoi dankzij de superieure landbouw en technologie. De hypothese dat de Japanners voornamelijk afstammen van de Jomon, die de Yayoicultuur geleidelijk overnamen, kan worden verworpen op basis van de aantoonbare verschillen tussen Jomon- en Yayoi-skeletten en de gelijkenissen tussen Yayoi en moderne Yamato-Japanners.
Van de Aino en verschillende historische volken aan de periferie, zoals de Emishi, wordt verondersteld dat zij afstammen van de Jomon en in veel minder mate beïnvloed zijn door de Yayoi-migranten. Genetisch onderzoek toont aan dat ook de moderne etnische Japanners genen van verschillende oorsprongen delen en dat een deel van de Jomon-bevolking opging in de Yayoi-bevolking.
Er is geen algemeen aanvaarde verklaring voor de oorsprong van de Japanse taal. Een hypothese stelt dat het Japans afstamt van een niet-overgeleverde Koreaanse taal, meer bepaald uit het koninkrijk Koguryo. De Yayoi migreerden vermoedelijk uit dat Koreaanse koninkrijk, terwijl het moderne Koreaans zich na de 7e eeuw ontwikkelde in het koninkrijk Silla. Volgens deze hypothese week de taal die aan de basis ligt van het moderne Japans (al dan niet verwant aan het Koreaans) sterk af van het Koreaans uit Silla, wat verklaart waarom het moderne Japans relatief weinig gelijkenissen vertoont met het moderne Koreaans. Fylogenetisch onderzoek bevestigt dat de Yayoi de Japonische talen uit Korea meebrachten.

## Diaspora
De oudst bekende emigraties dateren uit de 12e eeuw, toen Japanners naar de Filipijnen en Borneo trokken. In de 16e en 17e eeuw migreerden duizenden handelaars naar de Filipijnen en gingen zij op in de lokale bevolking. De grootste emigraties kwamen op gang in de Meijiperiode, toen veel Japanners naar Brazilië, de Verenigde Staten, de Filipijnen, China, Canada en Peru verhuisden. Tijdens de koloniale periode van het Japans Keizerrijk was er migratie naar de bezette gebieden, maar na de Tweede Wereldoorlog keerden velen terug. 
De Japanse diaspora is het grootst in Brazilië (waar zo'n 1,6 miljoen mensen van Japanse origine wonen) en in de Verenigde Staten (1,3 miljoen). In geen enkel land buiten Japan vormen Japanners de grootste minderheid. Meer dan 1 miljoen mensen buiten Japan hebben de Japanse nationaliteit.

### België
In België verblijven 1.289 mensen met de Japanse nationaliteit. Het Brusselse Oudergem, dat een Japanse internationale school heeft, herbergt de grootste gemeenschap. Er zijn geen cijfers over het totale aantal Belgische inwoners van Japanse oorsprong. 

### Nederland
De Japanse gemeenschap in Nederland telde in 2011 ongeveer 7.000 mensen, van wie meer dan de helft woonachtig is in Amstelveen en Amsterdam.

### Verenigde Staten
Migratie naar de Verenigde Staten kwam op gang in de tweede helft van de 19e eeuw. Japanse Amerikanen hoorden historisch bij de grootste gemeenschappen van Aziatische Amerikanen. In 1924 werd migratie vanuit Japan verboden. Na de aanval op Pearl Harbor tijdens de Tweede Wereldoorlog werden zo'n 120.000 Japans-Amerikanen geïnterneerd in geïsoleerde kampen. Na 1965 kwam er opnieuw een matige migratie op gang.
Volgens de volkstelling van 2010 leven er zo'n 763.000 Japans-Amerikanen in het land (0,2% van de totale bevolking). Wanneer personen van gemengde origine meegerekend worden, gaat het om 1.304.000 mensen (0,4% van de totale bevolking). De grootste populaties leven in Californië, Hawaï, New York, Washington en Illinois. De stad met het meest Japans-Amerikanen is Honolulu, waar 23% van de inwoners Japanse voorouders heeft.